# Raión de Ananiv

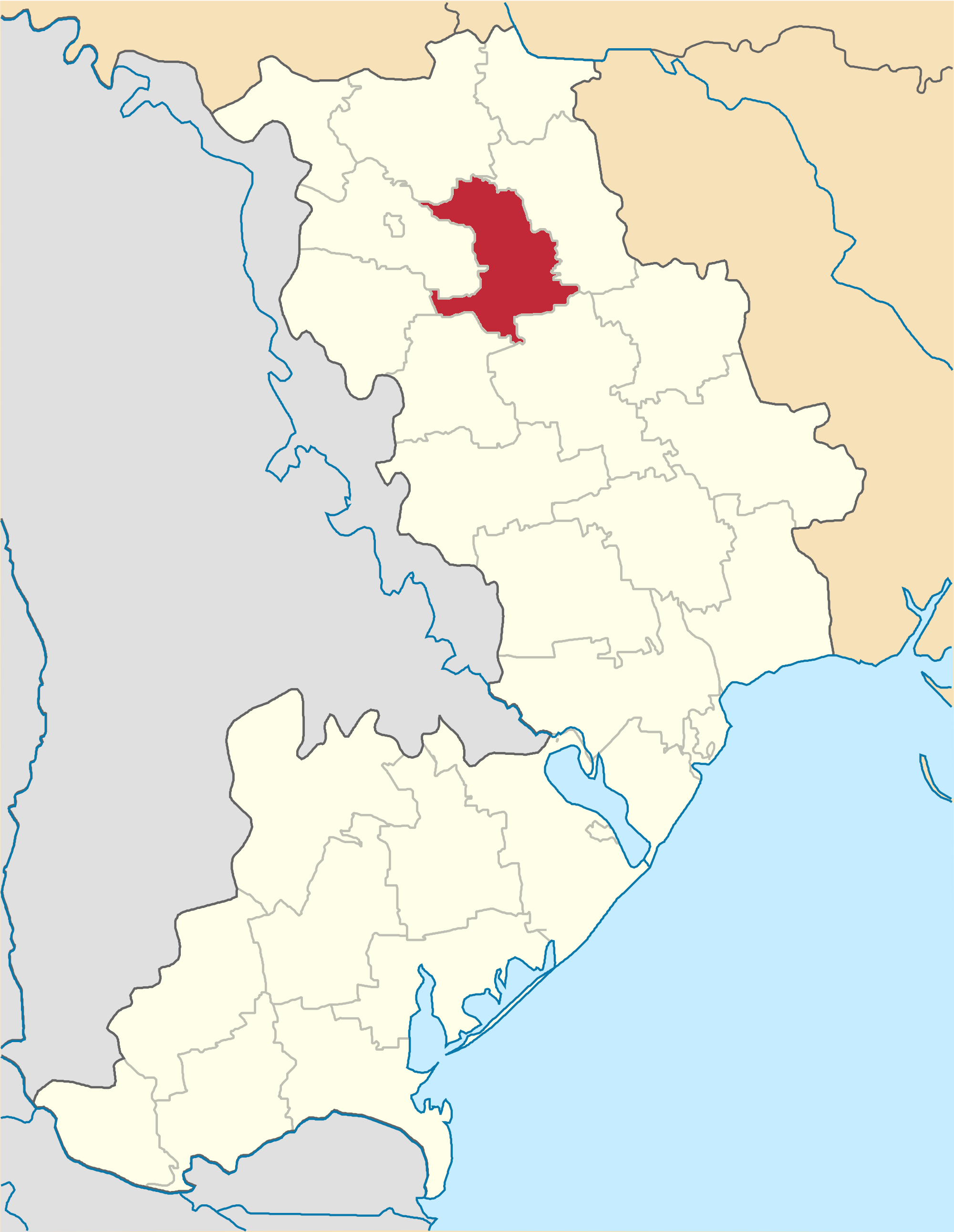
Localización del raión de Anániv en el óblast de Odesa

El raión de Anániv (ucraniano: Ананьївський район) es un distrito del óblast de Odesa en el sur de Ucrania. Su centro administrativo es la ciudad de Anániv.
Tiene una superficie total de 1.105 km. 2, y según el censo de 2001, tiene aproximadamente 33.000 habitantes.

## Poblaciones
- Amur
- Anániv
- Baitala
- Blahodatne
- Bondari
- Boyarka
- Dolyns'ke
- Druzheliúbivka
- Handrabury
- Kalin
- Kojanivka
- Kojivka
- Kozache
- Krasne
- Myjáilivka
- Novodachne
- Novoheorhiivka
- Novoivánivka
- Novooleksandrivka
- Novosélivka
- Pasytsely
- Románivka
- Selyvanivka
- Shelejove
- Shevchénkove (Raión de Ananiv)
- Shymkove
- Strutynka
- Tochylove
- Velykoboyarka
- Verbove
- Zherebkove